# Marie-Denise Gilles
Pour les articles homonymes, voir Gilles.
Marie-Denise Gilles, née le 13 juin 1974, est une footballeuse haïtienne.

## Carrière
Marie-Denise Gilles inscrit un doublé en Gold Cup féminine 2002, contre la Jamaïque (victoire 2-1), ce qui ne suffira pas aux Haïtiennes qui sont éliminées dès la phase de poules ; elle est néanmoins citée en tant que remplaçante de l'équipe-type du tournoi. Elle joue également deux matchs des Jeux panaméricains de 2003 avec la sélection haïtienne qui est éliminée en phase de poules.